# Trakyt

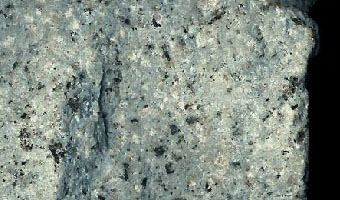
Ett stycke av trakyt.

Trakyt är en vulkanisk bergart, som mestadels består av alkalisk fältspat. I allmänhet är den av ung geologisk ålder och är den ytmagmatiska varianten av den djupmagmatiska bergarten syenit.

## Egenskaper
Till färgen är trakyt ljust vitgrå, ljust smutsigt röd eller gulgrå. Den är alltid något porfyrisk och består av en ytterst fin kristallin grundmassa, som huvudsakligen är sammansatt av glasklar alkalisk fältspat (sanidin), blandad med något hornblände, glimmer och augit. Stora sanidinkristaller kan förekomma som strökorn och ibland finns också små strängar av hornblände, glimmerfjäll och augitkorn. Omkring dessa strökorn ligger grundmassans fältspatskivor ofta ordnade i en viss längdriktning, vilket kan ge stenen ett strimmigt utseende. Den bildas genom snabb kylning av lava (eller grunda intrång) berikad med kiseldioxid och alkalimetaller.
Beroende av alkali- respektive kvartshalten delar man in trakyt i alkalitrakyt (huvudsakligen sanidin som fältspat) och kvartstrakyt, om fri kvarts förekommer.
Vanligen är trakyt något porös och har ett ojämnt, för känseln skarpt brott. Den är en ytbergart och förekommer i kupolform som täckning över djupbergarter och som gamla lavaströmmar.

## Kemisk sammansättning

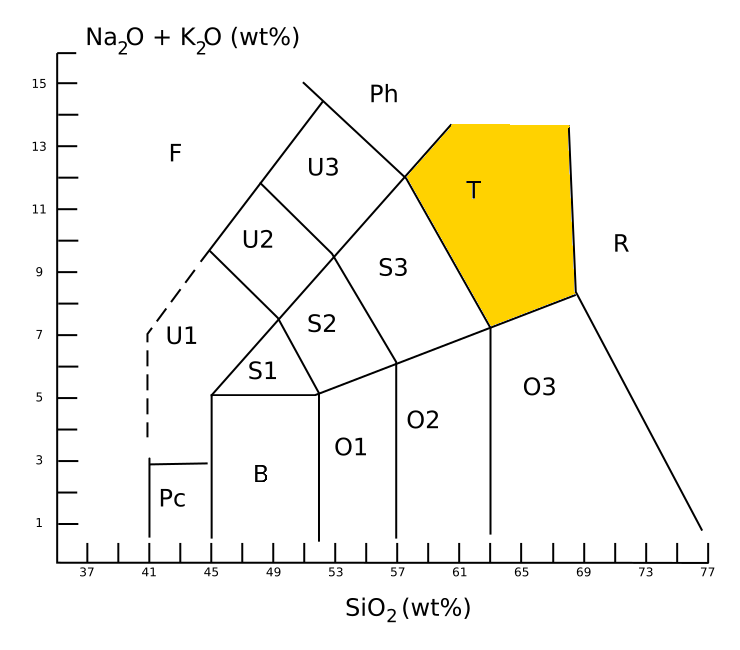
TAS-diagram med trakytfält markerat

Trakyt har en kiseldioxidhalt på 60 till 65 procent och en alkalioxidhalt på över 7 procent. Detta ger det mindre SiO2 än ryolit och mer (Na2O plus K2O) än dacit. Dessa kemiska skillnader överensstämmer med trakytens position i TAS-klassificeringen och de förklarar bergartens fältspatrika mineralogi. Trakydacit upptar samma fält i TAS-diagrammet som trakyt, men särskiljs från trakyt genom en normativ kvartshalt över 20 procent. Trakydacit är inte en erkänd bergart i QAPF-klassificeringen, där bergarter rika på alkalifältspat och med kvarts över 20 procent skulle klassificeras som ryoliter.

## Förekomst

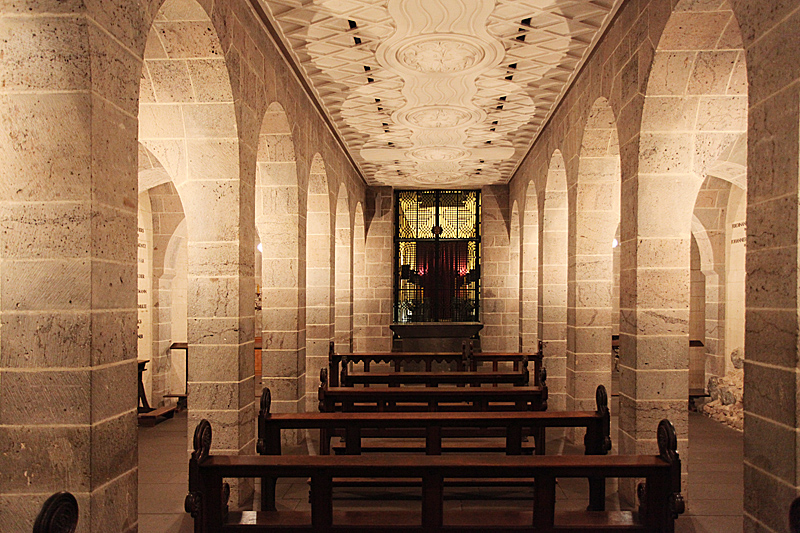
Kryptan i Kölnerdomen.

Trakyter är vanligt överallt där alkalimagma bryter ut, inklusive i sena stadier av havsövulkanism och i kontinentala sprickdalar, ovanför mantelplymer, och i områden med back-arc-utvidgning.Trakyt har också hittats i Gale-kratern på Mars.
Trakyt förekommer i flera vulkanområden både i och utanför Europa, som till exempel inom Oslogravsänkan, i trakten av Rhen, omkring Neapel, i Siebenburgen, Mexiko med flera platser.
Trakyt bröts i ett stenbrott på berget Drachenfels vid Königswinter vid Rhen i Tyskland redan på romersk tid. Från slutet av 1200-talet bröts där trakyt för att bygga Kölnerdomen.